# Estratónice de Ponto
Estratónice De Pontus (en griego: Στρατoνίκη), era una arpista del siglo I a. C., del reino del Ponto, al sur del Mar Negro (Asia), quién era una de las damas de compañía y cuarta mujer del rey Mitrídates VI de Ponto.
Estratonice era ciudadana del Ponto, de la ciudad de Cabeira. hija de un arpista. Fue arpista en el tribunal de Mitrídates VI, y una de las damas de compañía favoritas del rey, y finalmente la tomó como esposa hacia el año 86 a. C. 
Tuvo con el rey un hijo llamado Xífaro. Cuando Mitrídates se lanzó a una campaña militar arriesgada en el Mar Negro, el rey dejó a Estratónice a cargo de la fortaleza, donde en Coenum había depositado una gran cantidad de tesoros. Estratónice traicionó a Mitrídates entregando la fortificación con los tesoros, a beneficio del general romano Pompeyo. Mitrídates la castigó por esto matando a su propio hijo delante de sus ojos. Ella muere en el año 63 a. C. cuándo el Reino de Ponto cayó finalmente y fue anexionado por Pompeyo al imperio romano.